# Артон (Пиј де Дом)
Артон (фр. Artonne) насеље је и општина у централној Француској у региону Оверња, у департману Пиј де Дом која припада префектури Риом.
По подацима из 2011. године у општини је живело 794 становника, а густина насељености је износила 45,42 становника/km². Општина се простире на површини од 17,48 km². Налази се на средњој надморској висини од 348 метара (максималној 532 m, а минималној 334 m).

## Демографија
| 1962. | 1968. | 1975. | 1982. | 1990. | 1999. | 2011. |
| ----- | ----- | ----- | ----- | ----- | ----- | ----- |
| 707   | 714   | 685   | 753   | 779   | 762   | 794   |

График промене броја становника у току последњих година